# Rube, the Interloper
Rube, the Interloper è un cortometraggio muto del 1914 diretto da Marshall Neilan. Il regista appare anche tra gli interpreti con Ruth Roland, John E. Brennan e Jeanette Hoffman.
Il film venne prodotto dalla Kalem Company e distribuito dalla General Film Company, che lo fece uscire nelle sale il 10 luglio 1914.

## Distribuzione
Distribuito dalla General Film Company, nelle proiezioni, veniva programmato con il sistema dello split reel, accorpato in un'unica bobina con un altro cortometraggio prodotto dalla Kalem, In Old England.